# Les Attaques
 Les Attaques  es una población y comuna francesa, situada en la región de Norte-Paso de Calais, departamento de Paso de Calais, en el distrito de Calais y cantón de Calais-Centre.
Está integrada en la Communauté de communes du Sud-Ouest du Calaisis, de la que es la mayor población.

## Demografía
| 1807 | 1790 | 1775 | 1878 | 1887 | 1821 |
| Para los censos de 1962 a 1999 la población legal corresponde a la población sin duplicidades (Fuente: INSEE [Consultar]) |      |      |      |      |      |